# Stutzia
Stutzia ist eine Pflanzengattung in der Unterfamilie Chenopodioideae innerhalb der Familie der Fuchsschwanzgewächse (Amaranthaceae). 

## Beschreibung

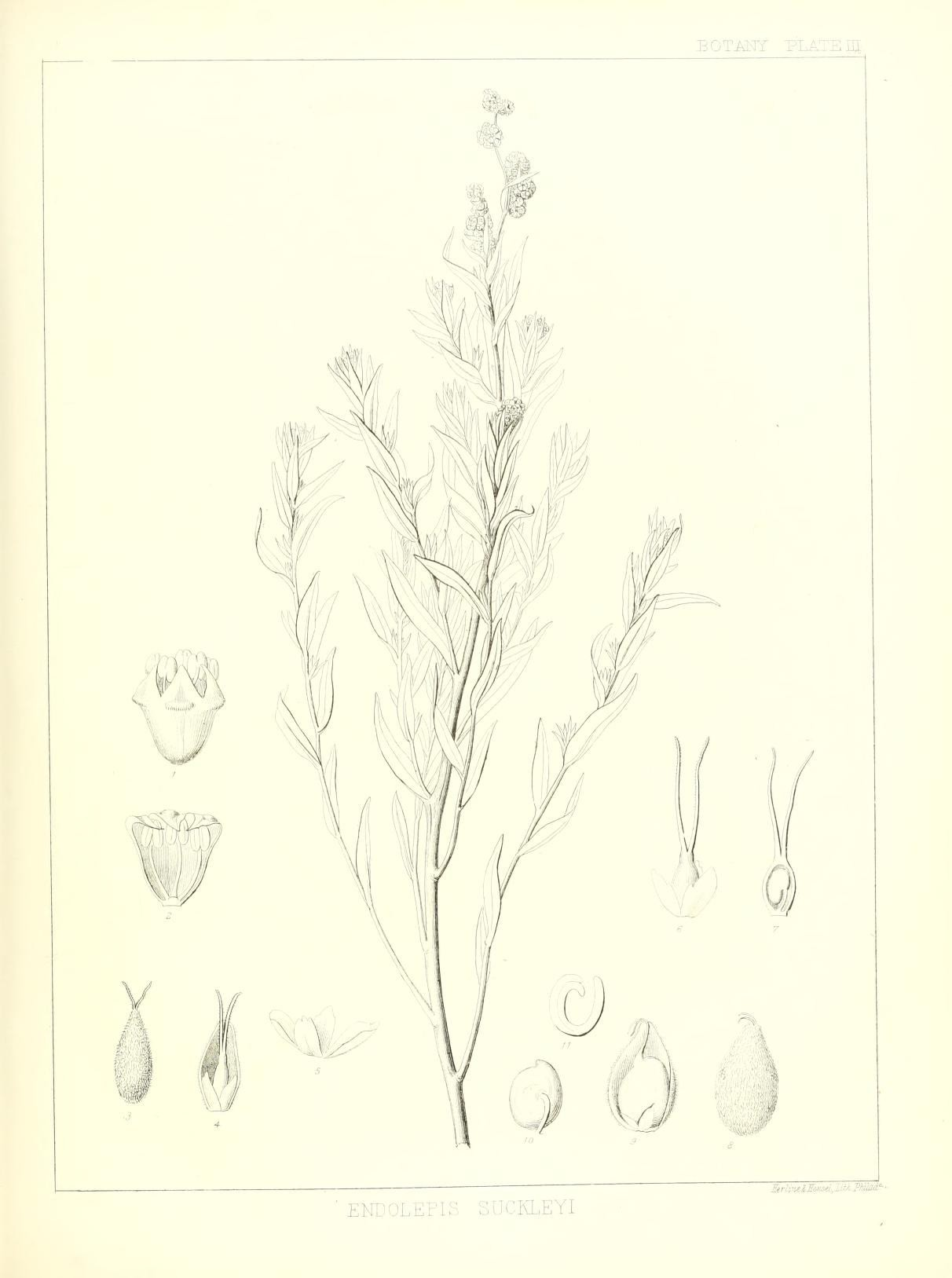
Illustration aus The natural history of Washington territory, Tafel III von Stutzia dioica

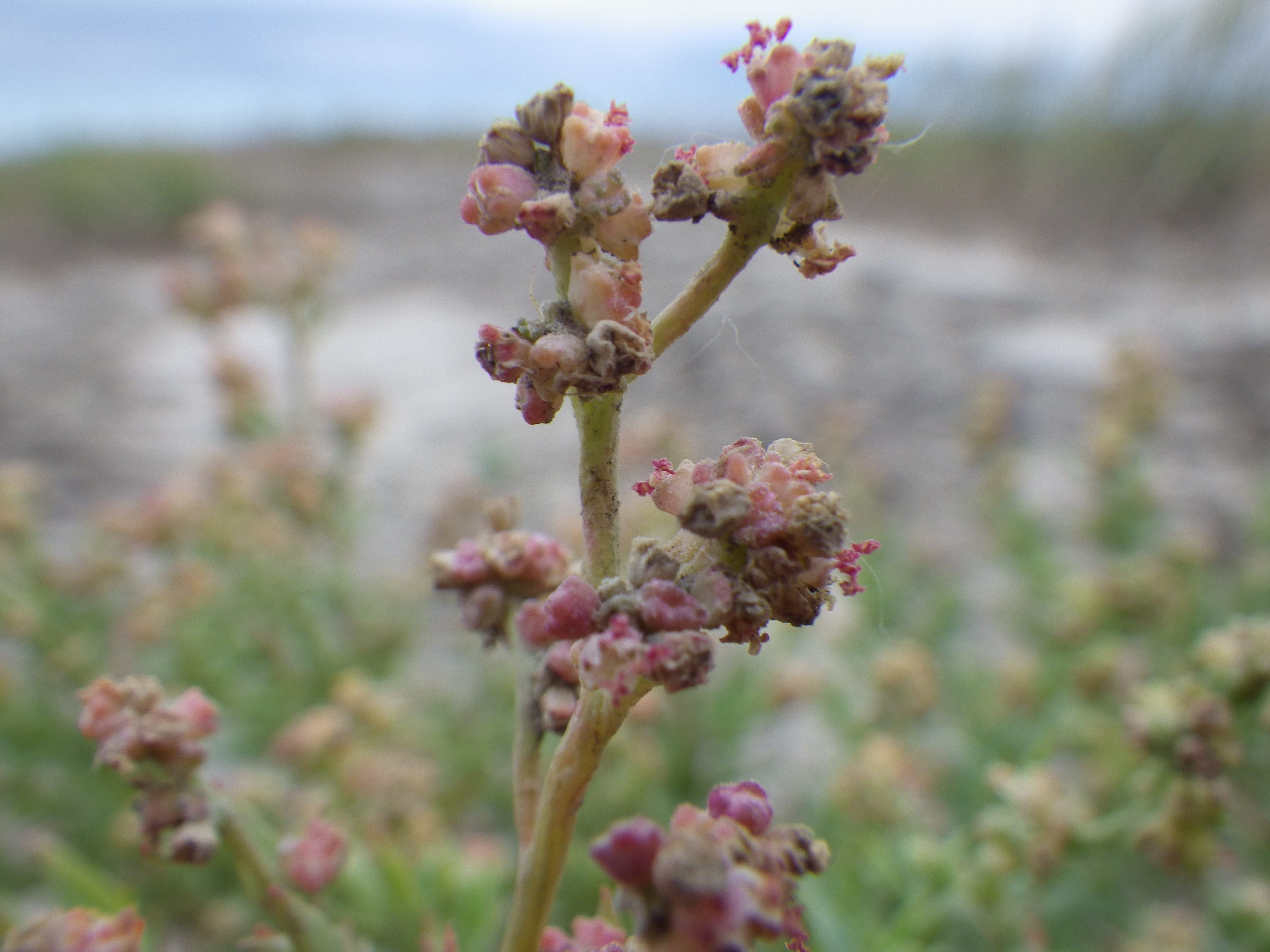
Blütenstand von Stutzia dioica

### Erscheinungsbild und Blätter
Die Stutzia-Arten sind einjährige krautige Pflanzen, die aufrecht oder ausgebreitet wachsen, und Wuchshöhen und -breiten von 3 bis 50 Zentimetern erreichen. Junge Pflanzen sind schwach beschuppt bis mehlig, die älteren verkahlen. Die Sprossachsen sind von der Basis an verzweigt mit aufsteigenden oder ausgebreiteten Zweigen. Ältere Zweige haben eine weißliche Rinde. 
Die zahlreichen, wechselständigen Laubblätter können sitzend oder gestielt sein. Ihre grünen, fleischigen Blattspreiten sind bei einer Länge von 7 bis 50 Millimeter und einer Breite von 2 bis 30 Millimeter dreieckig-spießförmig, breit eiförmig, lanzettlich-eiförmig, lanzettlich oder elliptisch. Der Blattrand ist ganzrandig. Die Blattanatomie entspricht dem "normalen" (nicht-Kranz)-Typ der C3-Pflanzen.

### Blütenstände und Blüten
Die Stutzia-Arten sind einhäusig (monözisch) getrenntgeschlechtig. In endständigen, scheinährigen, dichten oder unterbrochenen Blütenständen stehen Knäuel von männlichen und oft auch weiblichen Blüten. Außerdem stehen weibliche Blüten einzeln oder bis zu sechst in den Blattachseln der Stängelmitte.
Die männlichen Blüten (ohne Vorblätter) besitzen eine Blütenhülle aus fünf dreieckigen bis pfriemlichen, auf 1/2 bis 3/4 ihrer Länge miteinander verbundenen Tepalen von 1 bis 2 Millimeter Länge, die einen fleischigen Kamm aufweisen können. Vor den Tepalen stehen fünf Staubblätter, die einem Diskus entspringen. Die Staubbeutel ragen aus der Blüte heraus.
Die weiblichen Blüten sitzen zwischen zwei Vorblättern (Brakteolen), sie bestehen aus einer zarthäutigen Blütenhülle aus ein bis fünf getrennten, ganzrandigen oder gelappten Tepalen, und einem Fruchtknoten mit zwei fadenförmigen, etwas herausragenden Narben.
Die Stutzia-Arten blühen in ihrem natürlichen Verbreitungsgebiet von April bis Juli.

### Früchte und Samen
Zur Fruchtzeit wachsen die umhüllenden Vorblätter auf 2 bis 20 Millimeter Länge und 1 bis 10 Millimeter Breite heran. Sie sind mindestens bis zur Hälfte oder bis zur Spitze miteinander verbunden. Ihre Form ist eiförmig und ganzrandig oder ei-herzförmig bis lanzettlich und mit basalen Seitenlappen, am Ende zugespitzt. Ihre Oberfläche ist beschuppt und meist ohne Anhängsel. Die reife Frucht, die von den Vorblättern umschlossen bleibt, fällt nicht ab und überragt deutlich die Tepalen. Sie ist eiförmig und seitlich zusammengedrückt bis fast kugelförmig, ihre häutige Fruchtwand haftet am Samen. 
Der vertikal stehende Samen mit geschnäbelter Spitze hat eine braune oder dunkel-rotbraune, dünne, harte Samenschale. Der nahezu ringförmige, zarte Embryo umgibt das reichlich vorhandene Endosperm.

### Chromosomensätze
Als Chromosomenzahlen werden n = 9 (haploid) und 2n = 18 (diploid) angegeben.

## Vorkommen
Die Stutzia-Arten sind im westlichen Nordamerika verbreitet (in Alberta, Saskatchewan, Kalifornien, Colorado, Montana, Nevada, North Dakota, South Dakota, Wyoming, und wohl auch in Oregon).
Sie wachsen in trockenen Lebensräumen auf alkalischem oder salzigem Boden in Höhenlagen von 400 bis 2200 Metern. Die weiter verbreitete Art Stutzia dioica ist eine Pionierart auf unbewachsenem alkalischem oder salzigem feinkörnigem Boden (Badlands). Gelegentlich kommt sie auch zusammen mit Atriplex-, Artemisia- oder Grasarten vor. Stutzia covillei wächst auf salzigem Boden in verschiedenen Buschland-Gesellschaften und salzigem Grasland.

## Systematik
Die Erstbeschreibung der Gattung Stutzia erfolgte 2010 durch Elizabeth H. Zacharias in A Molecular Phylogeny of North American Atripliceae (Chenopodiaceae), with Implications for Floral and Photosynthetic Pathway Evolution. In: Systematic Botany, Volume 35, Issue 4, Seiten 839–857. Diese Gattung wurde aufgestellt, um den ungültigen Namen Endolepis zu ersetzen, der von John Torrey 1860 verwendet worden war. (Dieser Gattungsname existierte bereits seit 1846 für die fossile Pflanzengattung Endolepis Schleid.) Die Typusart ist Stutzia dioica. Die beiden Arten wurden oft auch in die Gattung Atriplex gestellt, erwiesen sich aber als phylogenetisch eigenständig. Der Gattungsname Stutzia ehrt den kanadisch-US-amerikanischen Botaniker Howard Coombs Stutz (1918–2010), der 1993 die Gattung Endolepis wieder von Atriplex abtrennte.
Synonyme für Stutzia E.H.Zacharias sind Endolepis Torr. nom. illeg., Atriplex sect. Endolepis McNeill und Atriplex L. sect. Covilleiae S.L.Welsh.
Die Gattung Stutzia gehört zur Tribus Atripliceae der Unterfamilie Chenopodioideae innerhalb der Familie Amaranthaceae. 
Die Gattung Stutzia umfasst nur zwei Arten:
- Stutzia covillei (Standl.) E.H.Zacharias (Syn.: Atriplex covillei (Standl.) J.F.Macbr., Endolepis covillei Standl.): Diese Art wird "Coville’s orach" genannt. Sie gedeiht in Höhenlagen von 800 bis 1700 Metern in den westlichen US-Bundesstaaten vom südlichen Oregon bis Nevada bis Kalifornien vor.[1] Die Artbezeichnung "covillei" ehrt einen der ersten Aufsammler der Pflanze, Frederick Vernon Coville, der sie 1891 fand.
- Stutzia dioica (Nutt.) E.H.Zacharias (Syn.: Kochia dioica Nutt., Salsola dioica (Nutt.) Spreng., Endolepis dioica (Nutt.) Standl., Atriplex dioica (Nutt.) J.F.Macbr., Atriplex suckleyi (Torrey) Rydberg, Endolepis suckleyi Torr., Endolepis ovata Rydb., Atriplex ovata (Rydb.) Clem. & E.G.Clem.): Diese Art ist als "Suckley’s orach" bekannt. Sie kommt in den kanadischen Provinzen Alberta, Saskatchewan und in den US-Bundesstaaten North Dakota, South Dakota, Montana, Wyoming sowie Colorado vor.[2]